# Max Forrester Eastman
Pour les articles homonymes, voir Eastman (homonymie).
Max Forrester Eastman (4 janvier 1883 - 25 mars 1969) était un écrivain socialiste américain qui patronna le mouvement de Renaissance de Harlem et sympathisa avec Léon Trotski avant de devenir anticommuniste après 1945.

## Biographie
Né à Canandaigua, État de New York, dans une famille religieuse (ses deux parents étaient membres du clergé de l'Église congrégationaliste), Max Eastman entra en 1905 au Williams College puis, deux ans plus tard, alla étudier la philosophie à l'Université Columbia, à New-York, où il enseigna pour un temps. Établi à Greenwich Village avec sa sœur Crystal, il commença à s'intéresser aux questions politiques, contribuant à la fondation de la Men's League for Women's Suffrage, association qui militait pour le droit de vote des femmes. Devenu une figure connue des milieux culturels de la gauche new-yorkaise, Max Eastman s'intéressait à des domaines variés, de la littérature à la politique sociale en passant par la psychologie. Il publia en 1913 Enjoyment of Poetry, un essai sur la métaphore littéraire envisagée d'un point de vue psychologique et, la même année, prit la direction éditoriale de The Masses, magazine socialiste progressiste mêlant articles politiques et littéraires. John Reed, notamment, écrivit pour The Masses.
En 1918, Max Eastman fut poursuivi pour propos séditieux en raison des fréquentes prises de position de son magazine contre la participation des États-Unis à la Première Guerre mondiale. Il avait par exemple écrit dans un éditorial de l'été 1917 : « Pour quelles raisons particulières nous embarquez-vous nous et nos fils pour l'Europe ? Pour ma part, je ne reconnais pas au gouvernement le droit de m'enrôler dans une guerre à laquelle je ne crois pas. » Il fut acquitté mais The Masses dut cesser de paraître. Avec sa sœur, il créa en avril 1918 une nouvelle publication, The Liberator, qui connut des difficultés financières et finit par fusionner avec d'autres magazines sous le nom de Workers Monthly. En 1923, il effectua un long séjour en Union soviétique afin de rassembler des observations et de juger sur place du nouveau régime. Il fut témoin de l'affrontement entre Trotski et Staline. Sur place, il épousa Eliena Krylenko, la sœur du dirigeant bolchévik Nikolaï Krylenko. En 1926, il s'associe à la fondation du magazine New Masses.
De retour aux États-Unis, il publia en 1925 un essai critique sur l'évolution de l'URSS intitulé Since Lenin died (Depuis la mort de Lénine) dans lequel il évoquait le « Testament de Lénine », alors tenu secret. Mal accueilli par les partisans américains de Staline, le texte d'Eastman devait ensuite être cité comme une référence aussi bien par l'extrême-gauche que par les anti-communistes. Cette publication eut des répercussions jusqu'en Union soviétique où Trotski fut sommé par le Politburo de désavouer le texte de son sympathisant américain, ce qu'il fit à contre-cœur pour ne pas compromettre les possibilités d'action de l'Opposition de gauche. Bien que son opinion sur l'Union soviétique ait changé à la suite de son voyage, Max Eastman continua à fréquenter les milieux de gauche. Son amitié pour Léon Trotsky, qu'il avait rencontré en URSS, se poursuivit jusqu'à l'exil de celui-ci au Mexique. Eastman traduisit plusieurs œuvres de Trotski en anglais au cours de cette période.
Pendant les années trente, il écrivit des critiques controversées de la littérature contemporaine, s'en prenant notamment à James Joyce et à d'autres auteurs de la même tendance auxquels il reprochait d'avoir le culte de l'inintelligibilité. En 1931, il publia The Literary Mind puis, en 1936, Enjoyment of Laughter, ouvrage dans lequel il critiquait certains éléments de la théorie freudienne. Il écrivit aussi des carnets de voyage durant cette période.
En 1941, Max Eastman avait déjà largement abandonné ses convictions socialistes. Il fut embauché par le Reader's Digest où il travailla jusqu'à sa mort. Il publia alors de nombreux articles anticommunistes et soutint le maccarthysme dans les années cinquante. Il publia en 1955 un essai intitulé Reflections on the Failure of Socialism (Réflexions sur l'échec du socialisme). Dans ses dernières années, il écrivit des textes autobiographiques et s'éteignit, à l'âge de 86 ans, dans sa résidence estivale de Bridgetown, aux Barbades.